# Distrikt Longotea
Der Distrikt Longotea liegt in der Provinz Bolívar in der Region La Libertad im Westen von Peru. Der Distrikt wurde am 20. November 1916 gegründet. Er besitzt eine Fläche von 189 km². Beim Zensus 2017 wurden 2298 Einwohner gezählt. Im Jahr 1993 lag die Einwohnerzahl bei 2433, im Jahr 2007 bei 2306. Die Distriktverwaltung befindet sich in der 2650 m hoch gelegenen Ortschaft Longotea mit 290 Einwohnern (Stand 2017). Longotea liegt 22 km nordwestlich der Provinzhauptstadt Bolívar.

## Geographische Lage
Der Distrikt Longotea liegt am Ostufer des nach Norden strömenden Río Marañón im äußersten Nordwesten der Provinz Bolívar. Dessen rechte Nebenflüsse Río Del Huayo und Río Pusac begrenzen den Distrikt im Südwesten und im Nordwesten.
Der Distrikt Longotea grenzt im Westen an die Distrikte Distrikt José Sabogal (Provinz San Marcos) und Oxamarca (Provinz Celendín), im Norden an den Distrikt Chuquibamba (Provinz Chachapoyas), im Nordosten an den Distrikt Uchumarca sowie im Süden an den Distrikt Ucuncha.